# Seven de Cardiff 2001
El Seven de Cardiff de 2001 fue la primera edición del torneo galés de rugby 7, fue el noveno y último torneo de la temporada 2000-01 de la Serie Mundial Masculina de Rugby 7.
Se disputó en la instalaciones del Cardiff Arms Park.

## Fase de grupos

### Grupo A
| Equipo              | Encuentros | Encuentros | Encuentros | Encuentros | Tantos  | Tantos    | Tantos     | Puntos |
| Equipo              | jugados    | ganados    | empatados  | perdidos   | a favor | en contra | diferencia | Puntos |
| ------------------- | ---------- | ---------- | ---------- | ---------- | ------- | --------- | ---------- | ------ |
| Nueva Zelanda       | 3          | 3          | 0          | 0          | 114     | 5         | 109        | 9      |
| Argentina           | 3          | 2          | 0          | 1          | 46      | 41        | 5          | 7      |
| Portugal            | 3          | 1          | 0          | 2          | 29      | 65        | -36        | 5      |
| Indias Occidentales | 3          | 0          | 0          | 3          | 24      | 102       | –78        | 3      |

Nota: Se otorgan 3 puntos al equipo que gane un partido, 2 al que empate y 1 al que pierda

### Grupo B
| Equipo    | Encuentros | Encuentros | Encuentros | Encuentros | Tantos  | Tantos    | Tantos     | Puntos |
| Equipo    | jugados    | ganados    | empatados  | perdidos   | a favor | en contra | diferencia | Puntos |
| --------- | ---------- | ---------- | ---------- | ---------- | ------- | --------- | ---------- | ------ |
| Australia | 3          | 3          | 0          | 0          | 119     | 5         | 114        | 9      |
| Gales     | 3          | 2          | 0          | 1          | 50      | 57        | -7         | 7      |
| Canadá    | 3          | 1          | 0          | 2          | 26      | 69        | -43        | 5      |
| Escocia   | 3          | 0          | 0          | 3          | 26      | 90        | -64        | 3      |

### Grupo C
| Equipo     | Encuentros | Encuentros | Encuentros | Encuentros | Tantos  | Tantos    | Tantos     | Puntos |
| Equipo     | jugados    | ganados    | empatados  | perdidos   | a favor | en contra | diferencia | Puntos |
| ---------- | ---------- | ---------- | ---------- | ---------- | ------- | --------- | ---------- | ------ |
| Fiyi       | 3          | 3          | 0          | 0          | 93      | 20        | 73         | 9      |
| Georgia    | 3          | 2          | 0          | 1          | 34      | 57        | -23        | 7      |
| Inglaterra | 3          | 0          | 1          | 2          | 46      | 55        | -9         | 4      |
| España     | 3          | 0          | 1          | 2          | 36      | 77        | -41        | 4      |

### Grupo D
| Equipo    | Encuentros | Encuentros | Encuentros | Encuentros | Tantos  | Tantos    | Tantos     | Puntos |
| Equipo    | jugados    | ganados    | empatados  | perdidos   | a favor | en contra | diferencia | Puntos |
| --------- | ---------- | ---------- | ---------- | ---------- | ------- | --------- | ---------- | ------ |
| Samoa     | 3          | 3          | 0          | 0          | 101     | 17        | 84         | 9      |
| Sudáfrica | 3          | 2          | 0          | 1          | 72      | 42        | 30         | 7      |
| Rusia     | 3          | 1          | 0          | 2          | 31      | 69        | -38        | 5      |
| Francia   | 3          | 0          | 0          | 3          | 14      | 90        | -76        | 3      |

## Fase Final

### Cuartos de final
| 3 de junio | Nueva Zelanda | 29 - 0 | Gales |  |  |

| 3 de junio | Samoa | 38 - 17 | Georgia |  |  |

| 3 de junio | Australia | 49 - 14 | Argentina |  |  |

| 3 de junio | Sudáfrica | 24 - 7 | Fiyi |  |  |

### Semifinal
| 3 de junio | Nueva Zelanda | 24 - 7 | Samoa |  |  |

| 3 de junio | Australia | 21 - 12 | Sudáfrica |  |  |

### Final
| 3 de junio | Nueva Zelanda | 31 - 5 | Australia |  |  |

| Bandera de Nueva Zelanda |
| Campeón Nueva Zelanda    |
| 6º título del circuito   |